# Nicolò Acciaioli
Nicolò Acciaioli (ur. 6 lipca 1630 we Florencji – zm. 23 lutego 1719 w Rzymie) – włoski kardynał.

## Życiorys
Studiował w Rzymie, uzyskując tytuł doktora prawa. W 1657 został audytorem generalnym Kamery Apostolskiej, a w 1669 kardynałem diakonem. Uzyskał dyspensę od obowiązku posiadania niższych święceń w chwili promocji kardynalskiej. Był legatem (namiestnikiem) papieskim w Ferrarze 1670–1673 i 1680–1682. Od 19 października do 28 listopada 1689 sprawował funkcję protodiakona Świętego Kolegium, a następnie przeszedł do rangi kardynała prezbitera. Uczestniczył w kolejnych Konklawe 1669–1670, 1676, 1689, 1691, 1700. 28 września 1693 awansował do rangi kardynała biskupa, uzyskując diecezję podmiejską Frascati. W grudniu 1700 wymienił ją na diecezję Porto e Santa Rufina, a w 1715 na diecezję Ostia e Velletri. Zmarł w 89. roku życia.

## Pełnione funkcje w Kurii Rzymskiej
Kardynał Acciaioli był członkiem następujących kongregacji kardynalskich:
- Kongregacji Dobrego Rządu
- Kongregacji Indeksu
- Świętej Konsulty
- Kongregacji ds. Wód
- Kongregacji ds. Stanu Zakonnego
- Kongregacji ds. Dróg
- Kongregacji ds. Wizytacji Apostolskich
- Kongregacji ds. Biskupów i Zakonników
- Kongregacji ds. Soboru Trydenckiego
- Kongregacji ds. Ceremoniału
- Kongregacji Świętego Oficjum Inkwizycji (od 1717 był jej sekretarzem)
- Kongregacji ds. Rezydencji Biskupów
- Trybunału Apostolskiej Sygnatury Łaski

Nadto przez 42 lata (1677-1719) sprawował funkcję protektora zakonu kapucynów. Od marca 1715 był dziekanem Świętego Kolegium Kardynałów.